# 크로뮴산
크로뮴산(영어: Chromic acid)은 크로뮴산염이 이온화될 때 만들어지거나, 삼산화 크로뮴을 황산에 녹일 때 얻어진다. 화학식은 H2CrO4 또는 H2Cr2O7이다.